# 中山纪念堂 (大埔三河)
三河中山纪念堂，位于中国广东大埔三河镇之凤翔山脚下汇城村的三河中山公园内，建成于民国18年（1929年）。
2019年10月16日，纪念堂獲中華人民共和國國務院正式核定為第八批全国重点文物保护单位的234處近現代重要史跡及代表性建築之一。